# Erg (pustynia)

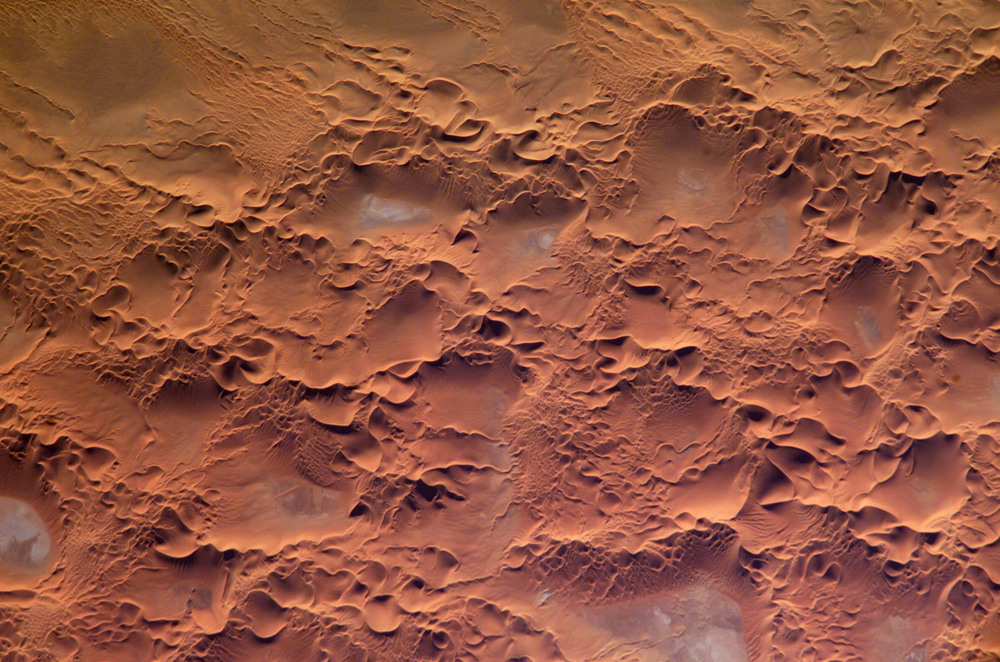
Erg Issawan

Erg – pustynia piaszczysta z masami lotnego piasku oraz licznymi barchanami lub tzw. piaskami zamarłymi (pokrytymi skorupą solną lub wapienną). Terminu erg używa się także często jako określenie pustyń w północnej części Afryki, np. Wielki Erg Zachodni i Wielki Erg Wschodni.

## Nazwy lokalne
- kum – język turkmeński
- edejen – język berberyjski
- shamo – język chiński
- elisun – język mongolski